# Чрнці
Чрнці (словен. Črnci) — поселення в общині Апаче, Помурський регіон, Словенія. Висота над рівнем моря: 219,1 м.